# Santuario della Madonna delle Fontane
Il santuario della Madonna delle Fontane (in dialetto cremasco: santüare dala Madòna dale Funtàne) è un luogo di culto mariano situato a Casaletto Ceredano. Si trova ai limiti occidentali dell'abitato, lungo la strada che conduce ad Abbadia Cerreto.

## Le origini
Nonostante l'edificio sia moderno, le origini del culto sono antiche e risalgono al XVII secolo.
La tradizione parla di un bimbo sordomuto di otto anni, di nome Abele, che in un anno imprecisato anteriore al 1687 si allontanò dalla propria abitazione perdendosi nelle boschine paludose che ancora caratterizzavano i dintorni del borgo.
Fu ricercato inutilmente, incapace di sentire i richiami, trascorrendo fuori casa una notte; il giorno seguente udì i richiami e parlò, non essendo più sordo e muto e raccontando di avere trascorso la notte in compagnia di una donna vestita da contandina che avrebbe fatto sgorgare una fontana per dissetarlo.
Il fatto venne ritenuto miracoloso ed iniziò la devozione per la Madonna delle Fontane.

## Storia
Secondo quanto narrato nel libro della "Schola del Santissimo Rosario" custodito nell'archivio parrocchiale, nel 1687 tale Battistelli (che potrebbe essere stato il padre del bambino) commissionò la costruzione di una statua in legno raffigurante la Madonna nelle vesti di una contadina nell'atto di proteggere un bambino.
La fontana, invece, fu isolata da una serie di mattoni a formare un foro rettangolare con tre gradini discendenti, cui seguì la costruzione di una nicchia con l'immagine affrescata riproducente la stessa iconografia della statua.

La cappella della Madonna delle Fontane nel 1959, sostituita dalla costruzione corrente

Nel 1864 un commerciante lodigiano di formaggi, recatosi in paese per acquistare del formaggio grana nel locale caseificio (tuttora esistente) sulla via del ritorno, essendo precipitato con il carro dal terrazzamento della strada mentre transitava nei pressi della nicchia, ne attribuì l'incolumità alla Madonna delle Fontane. Commissionò quindi una nuova statua in legno a sostituzione della precedente, probabilmente deterioratasi nel tempo.
Nella statua scolpita per l'occasione la Vergine volge lo sguardo al bambinello mentre siede su 4 forme di formaggio grana nero (Granone Lodigiano), perché così era apparsa al commerciante, e così appare a noi ancora oggi. Nel medesimo anno fu aggiunto alla cappella un piccolo portico aggettante sulla strada, il quale permetteva la venerazione e la visione della statua anche dal livello stradale.
Nel 1964 nel centenario del miracolo “del Grana nero”, la popolazione di Casaletto ampliò ulteriormente la cappella facendole assumere la forma di un tempietto, e, nel mese di settembre, la statua della Madonna fu incoronata al termine di una solenne processione. Tuttavia l'umidità ascendente, caratteristica di quella zona un tempo paludosa e posta in tempi antichi ai margini del Lago Gerundo, lo portò in breve tempo alla rovina rendendolo pressoché inagibile.
Le origini della costruzione attuale risalgono al 1978 quando, durante la festa del IV novembre, venne prospettata la possibilità di costruire una vera e propria chiesa sollecitata, poi, da un comitato appositamente costituito.
Grazie a manifestazioni, sottoscrizioni, contributi ed offerte volontarie furono raccolti gli oltre 60 milioni di lire preventivati e la costruzione, realizzata su progetto dell'ingegner Giuseppe Parati di Crema, fu realizzata nel giro di poco più di un anno.
L'inaugurazione ufficiale avvenne il 13 settembre 1980 alla presenza del vescovo di Crema monsignor Carlo Manziana e con la partecipazione di sindaci, autorità ed esponenti politici.

## Descrizione
Il santuario è stato realizzato in cemento armato con una pianta a vaga forma di conchiglia. Lungo la parete settentrionale si trova la nicchia con la madonna secentesca, posta davanti alla fontana con i gradini originali, ora recintata da una cancelletto in ferro battuto al quale la devozione popolare ha appeso alcuni ex voto.
Sul fronte meridionale si trova l'altare proveniente dal duomo di Crema.
La copertura, sempre in cemento armato, è composta da due spioventi con notevole armatura per il sostegno.
All'esterno due lapidi commemorative ricordano la cerimonia solenne dell'inaugurazione e l'elenco dei membri del comitato per la costruzione del santuario.

## Galleria d'immagini

La nicchia con la seicentesca statua della Madonna
L'altare, proveniente dal duomo di Crema
La fontana
La roggia che scorre presso il santuario